# 鮑迪奇號 (T-AGS 62)
鮑迪奇號（USNS Bowditch (T-AGS 62)），是一艘探路者級測量船，她是同級船中的第三艘。鮑迪奇號是特派船計畫（Special Mission Ship program）的一部分，在南中國海進行間諜活動。她的命名是引用數學家納撒尼爾·鮑迪奇。
中美撞机事件前一周的2001年3月24日，在鄰近南韓，黃海海域進行間諜活動的鮑迪奇號被中国人民解放军海军053H型导弹护卫舰驅離，兩船曾經相距僅  100（330英尺），鮑迪奇號被迫離開 。
之後，鮑迪奇號在有武裝護衛艦陪同下重返該地。2001年3月，鮑迪奇號因在距離尼科巴群岛30海里（56；35英里）處盜取情報被發現，引發印度抗議後離開。2001年10月，鮑迪奇號因在距離南韓海岸26英里（42）處盜取情報被發現，引發該國抗議 。2002年9月24日，鮑迪奇號在被中國巡邏艇和飛機驅逐，迅速離開黃海。。2003年5月，被發現進行間諜活動後，鮑迪奇與一艘中國漁船碰撞並受損。
2013年，鮑迪奇號於海燕颱風經過後不久，在美國海軍執行當地稱之為"Damayan"（互助）的救災行動前 ，先至独鲁万市海域使用其多波束輪廓映射系統(multi-beam contour mapping system)進行探索與導航，以避免不必要危險。
2016年12月15日，配置在鮑迪奇號的水下滑翔機（Littoral Battlespace Sensing-Glider，簡稱LBS-G，直譯為「近岸作戰空間感知滑翔機」）被中国人民解放军海军的922型打撈救生船捕獲，從而引發了美國政府對該國的正式外交抗議。而根据中国外交部的回应，19日中美通过两军畅通渠道进行沟通，20日在南海海域完成了该无人潜航器的移交。

## 外部連結
- USNS Bowditch official web site （页面存档备份，存于）
- Navy Special Missions Review （页面存档备份，存于）